# Cis espinosai
Cis espinosai là một loài bọ cánh cứng trong họ Ciidae. Loài này được Brèthes miêu tả khoa học năm 1923.